# ヒゴタイサイコ属
ヒゴタイサイコ属 (Eryngium) は約230種を含むセリ科の属の一つである。キク科の「ルリヒゴタイ」とセリ科の「ミシマサイコ」の名を結びつけてつけられた。中央アジア、地中海地方、南北アメリカなど世界的に広く分布しているが、日本には自生種はない。園芸上は「エリンギウム」「エリンジューム」などと総称されることが多い。

## 特徴
この花は、特にスイスやイタリアの山岳地帯に見られる。多くは一・二年草または多年草であり、高さ30cm程度のものから、E. pandanifoliumのように4m程度になるものもある。
多くのものは、アザミのような複雑に深く切れ込んでしばし葉縁が刺状になる葉を持つが、E. yuccifoliumなどのように、ユッカのように細長い帯状の葉を持つものもある。
花は、白や青の多数の小花が球状または円筒状に集まった頭状花序であり、花序を囲む刺のある総苞の形は種ごとに多様である。

## 利用
欧米では古くから花壇用の花卉として、また切り花やドライフラワーなどの花材として多くの種が用いられてきたが、高温多湿に弱く、日本では暖地での栽培は難しい。花自体は小さいものの、総苞がよく発達して色づく種類は観賞価値があり、切り花として栽培される。また、全体に革質で硬い茎を持ったものが多く、ドライフラワーとしても利用される。
観賞、装飾用以外の利用法として、数種がハーブとして利用される。イギリスではE. maritimum の根を砂糖漬けにして「エリンゴーズ」という飴剤に利用した。オオバコエンドロ (E. foetidum) はラテンアメリカやアジアで広くハーブとして利用されている、E. maritimumのように根や若葉などを食用とするものもある。

## 主な種
- Eryngium agavifolium
- E. alpinum
- E. amethystinum
- E. aquaticum
- E. bromelifolium
- E. campestre
- オオバコエンドロ E. foetidum
- E. giganteum
- マツカサアザミ E. planum
- E. maritimum
- E. yuccifolium
- E. pandanifolium

## ギャラリー

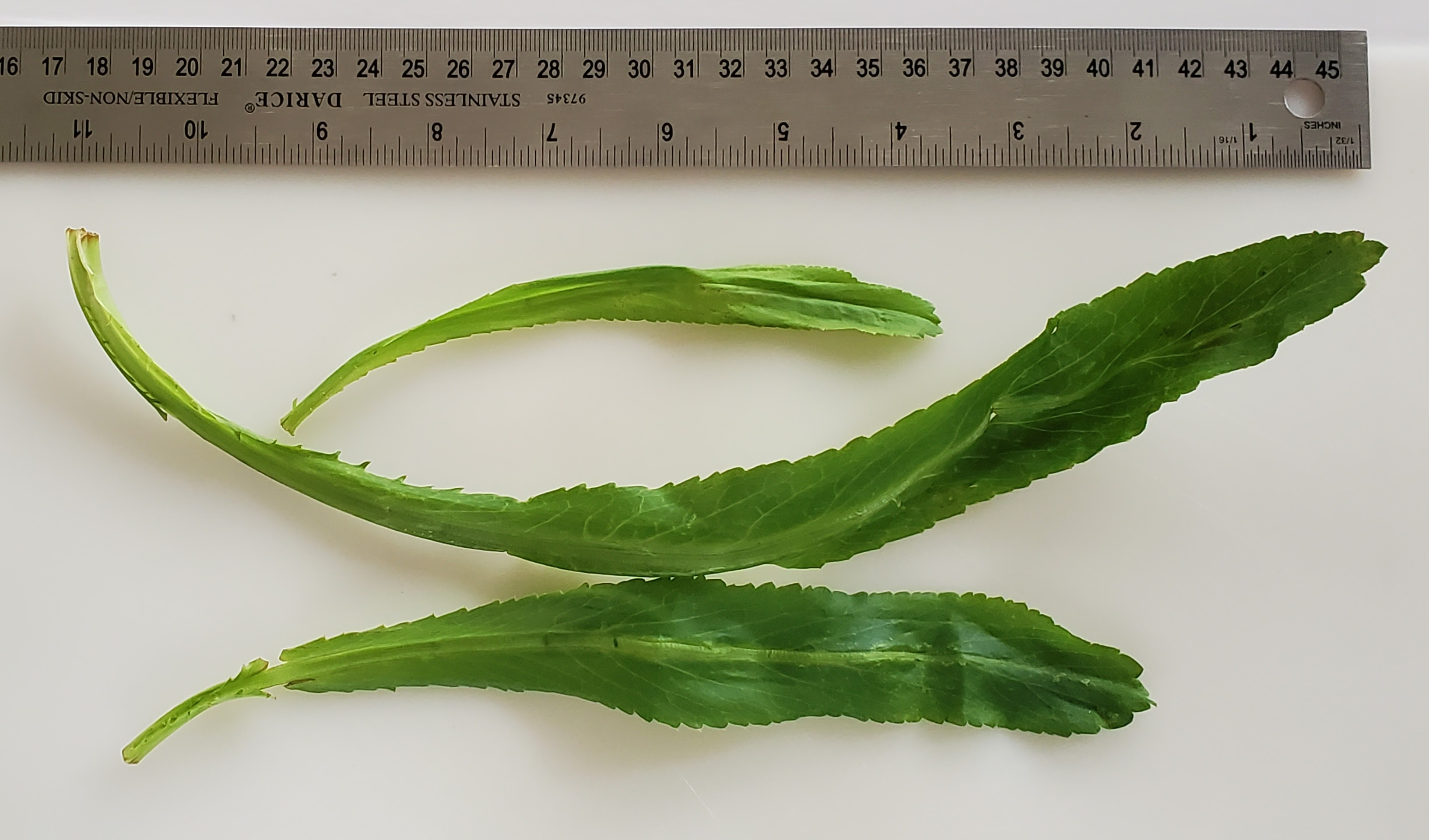
オオバコエンドロの葉
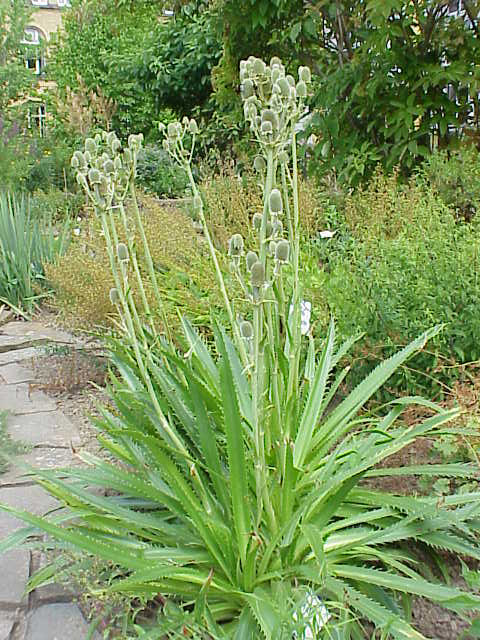
Eryngium yuccifolium
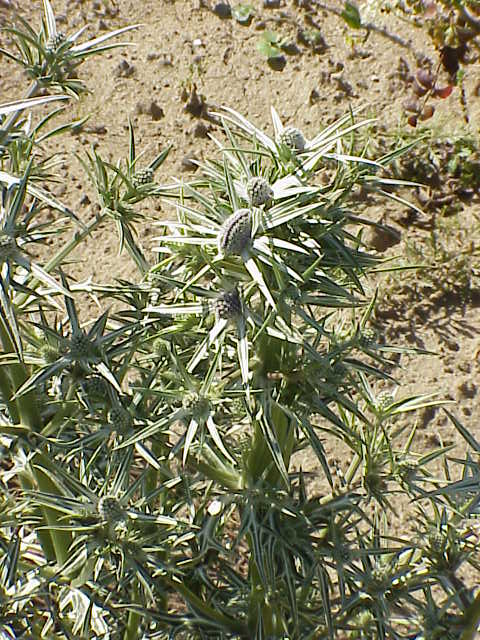
E. variifolium
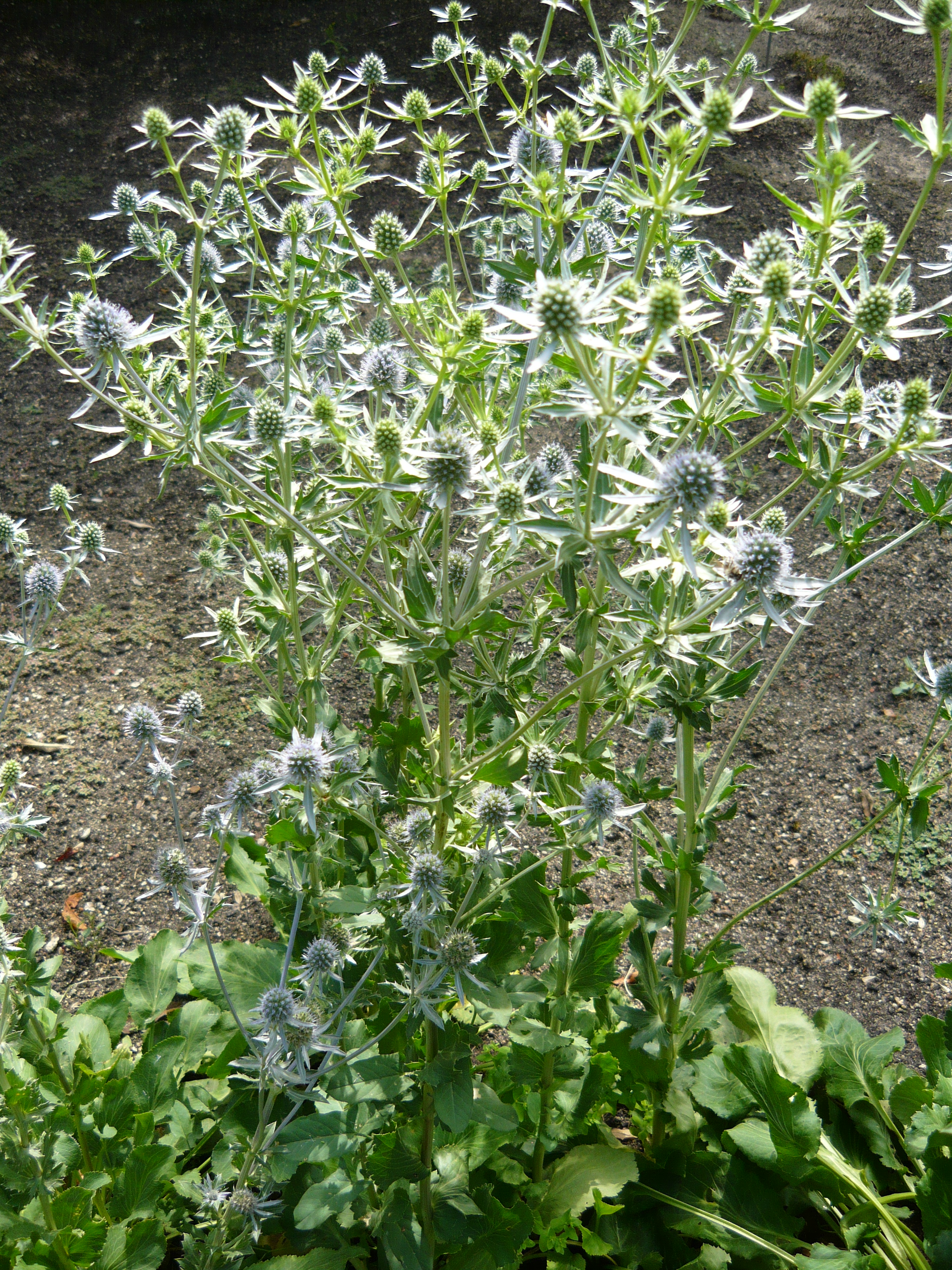
E. variifolium
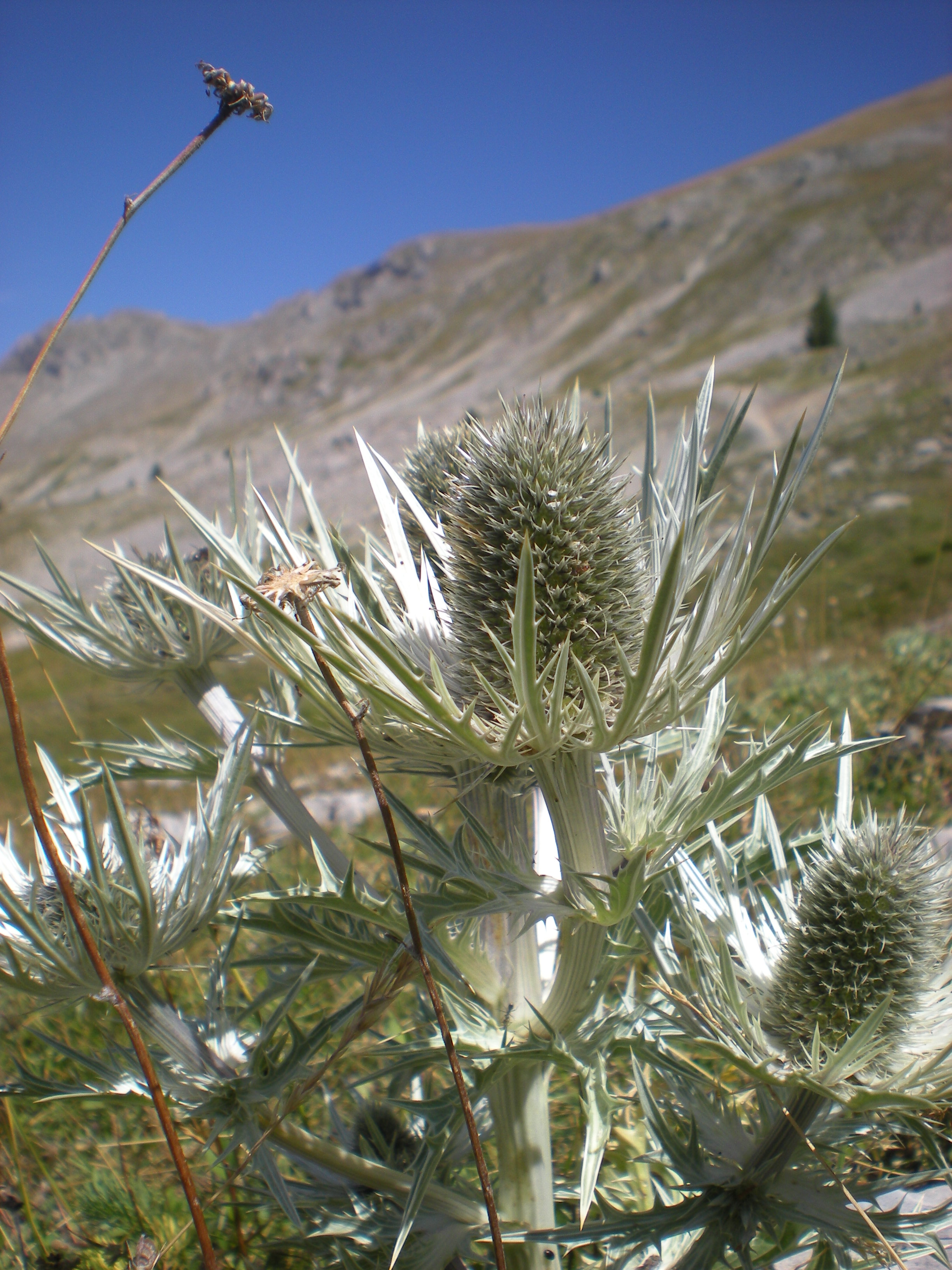
E. Spina-alba
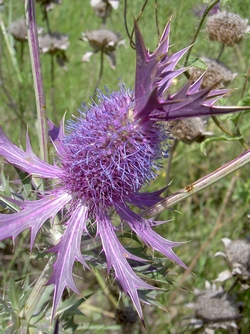
E. leavenworthii
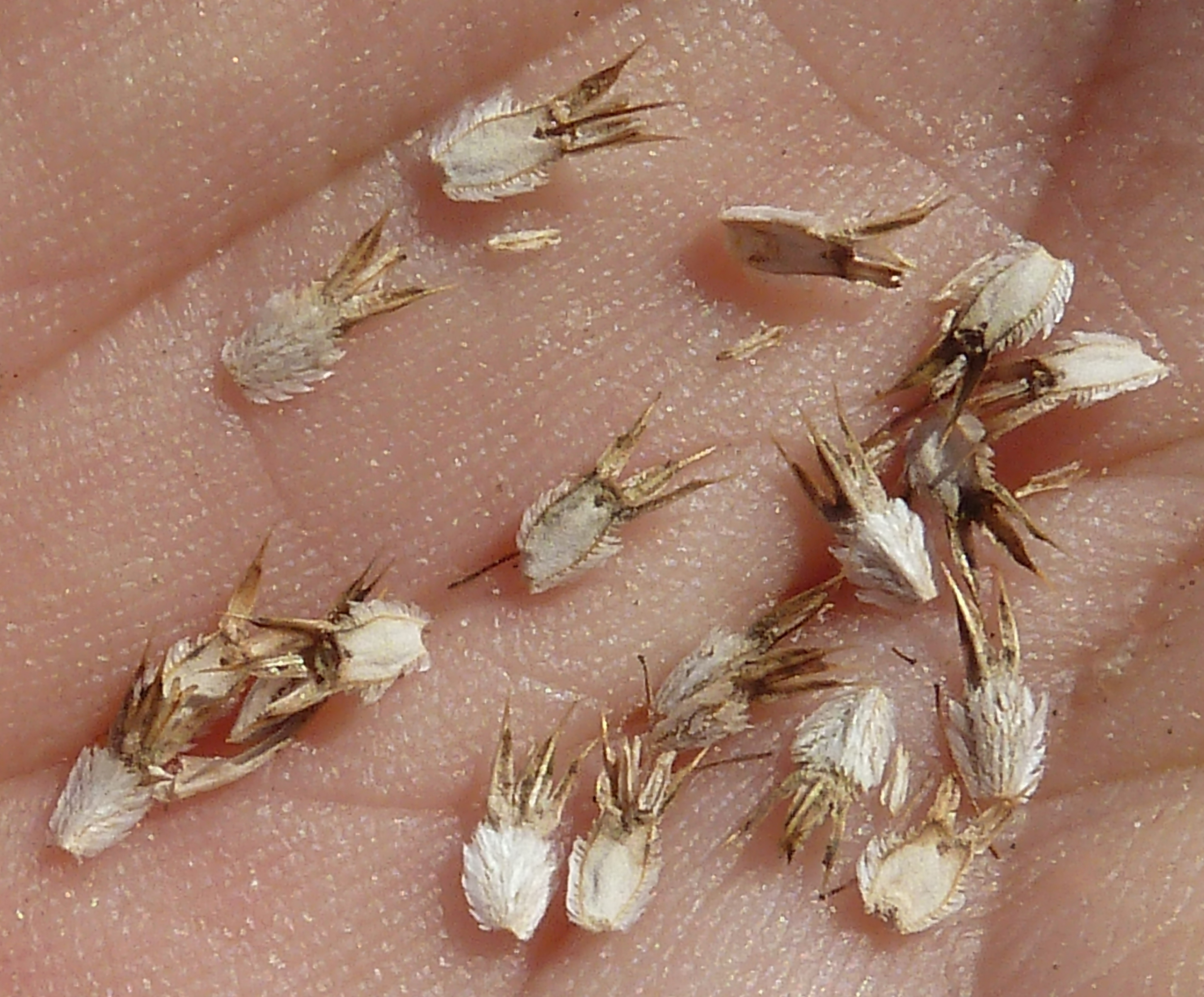
E. campestreの果実
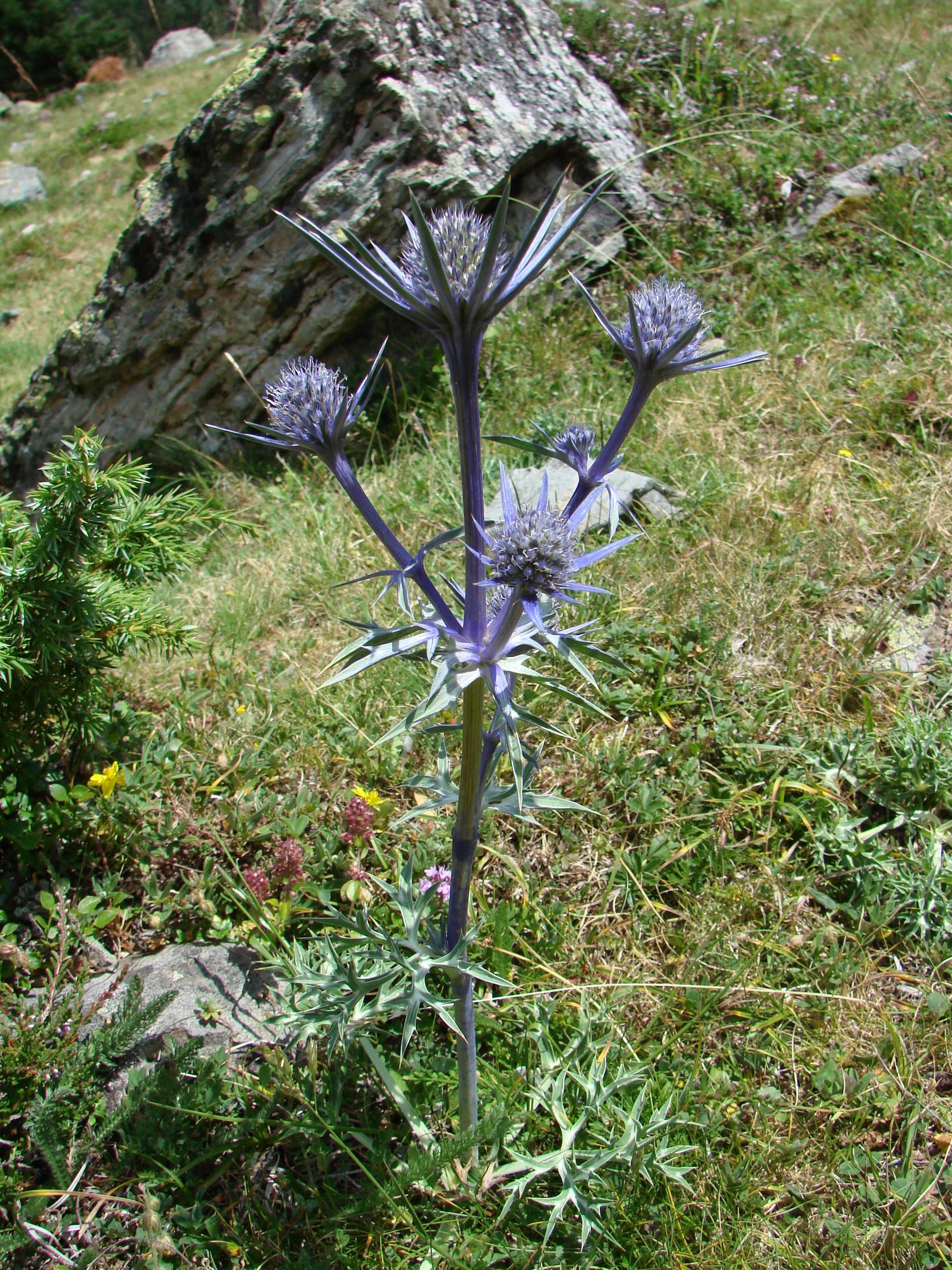
ピレネー山中のE. bourgatii
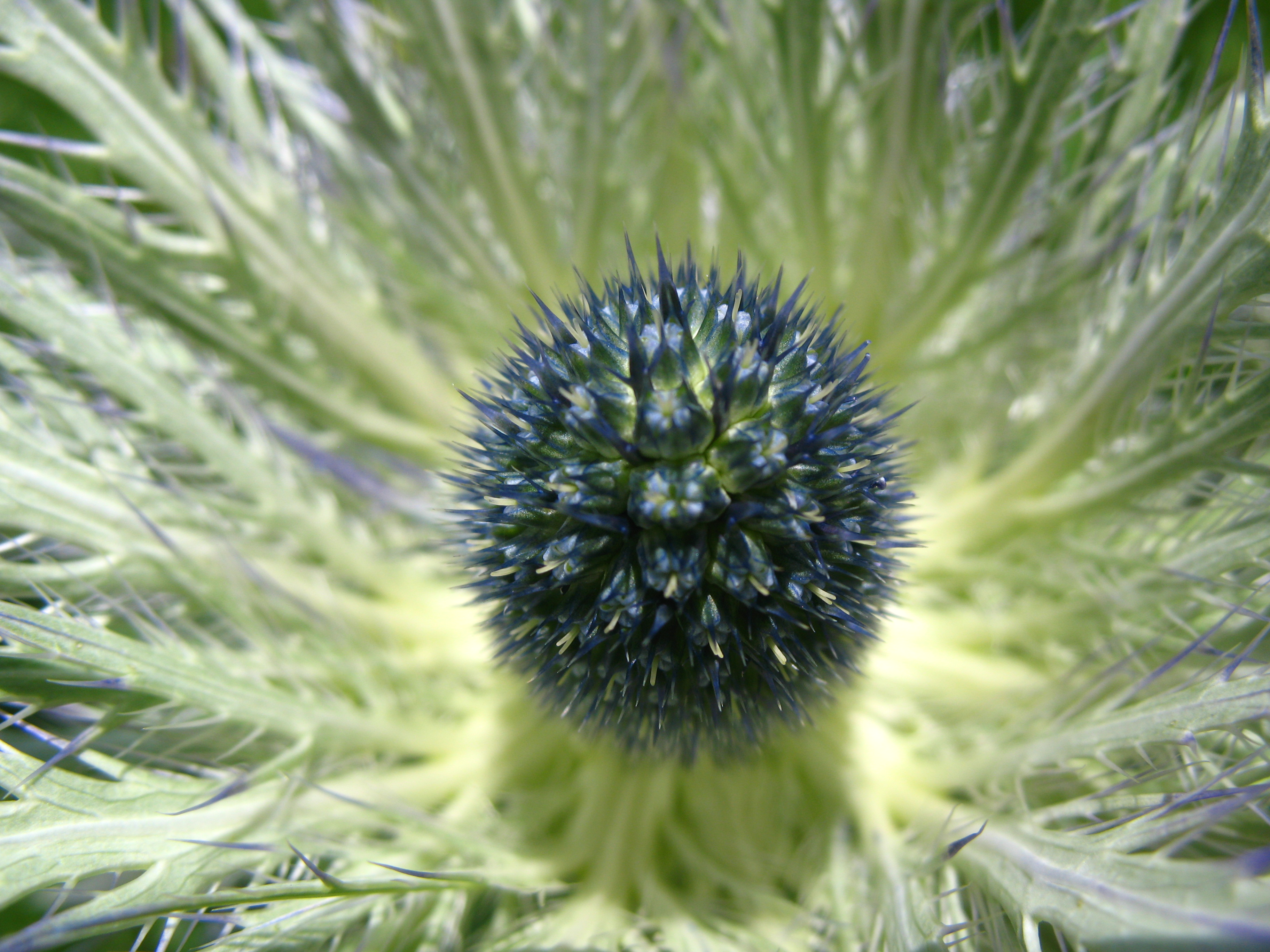
スイスのE. alpinum
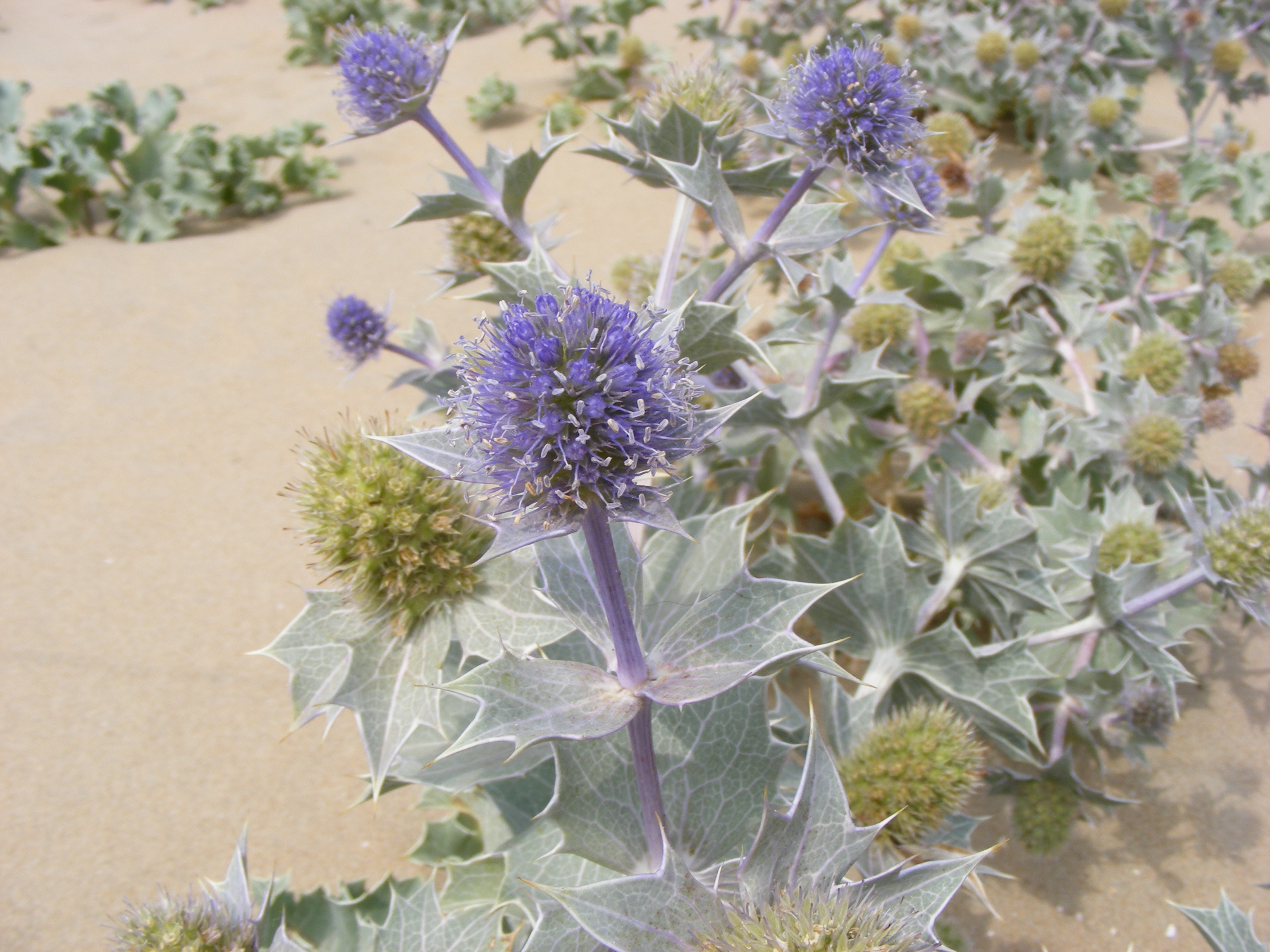
E. maritimum
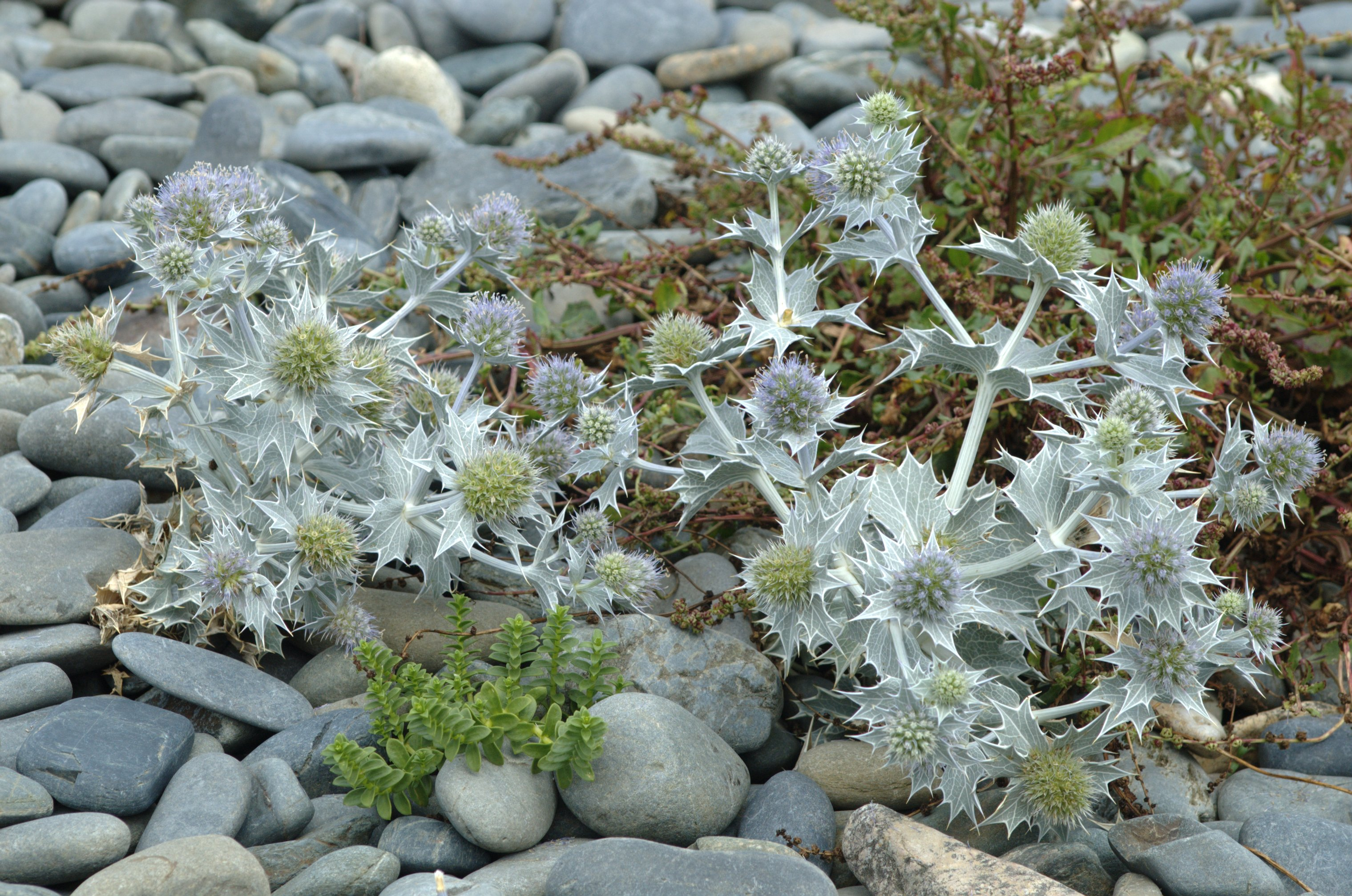
E. maritimum
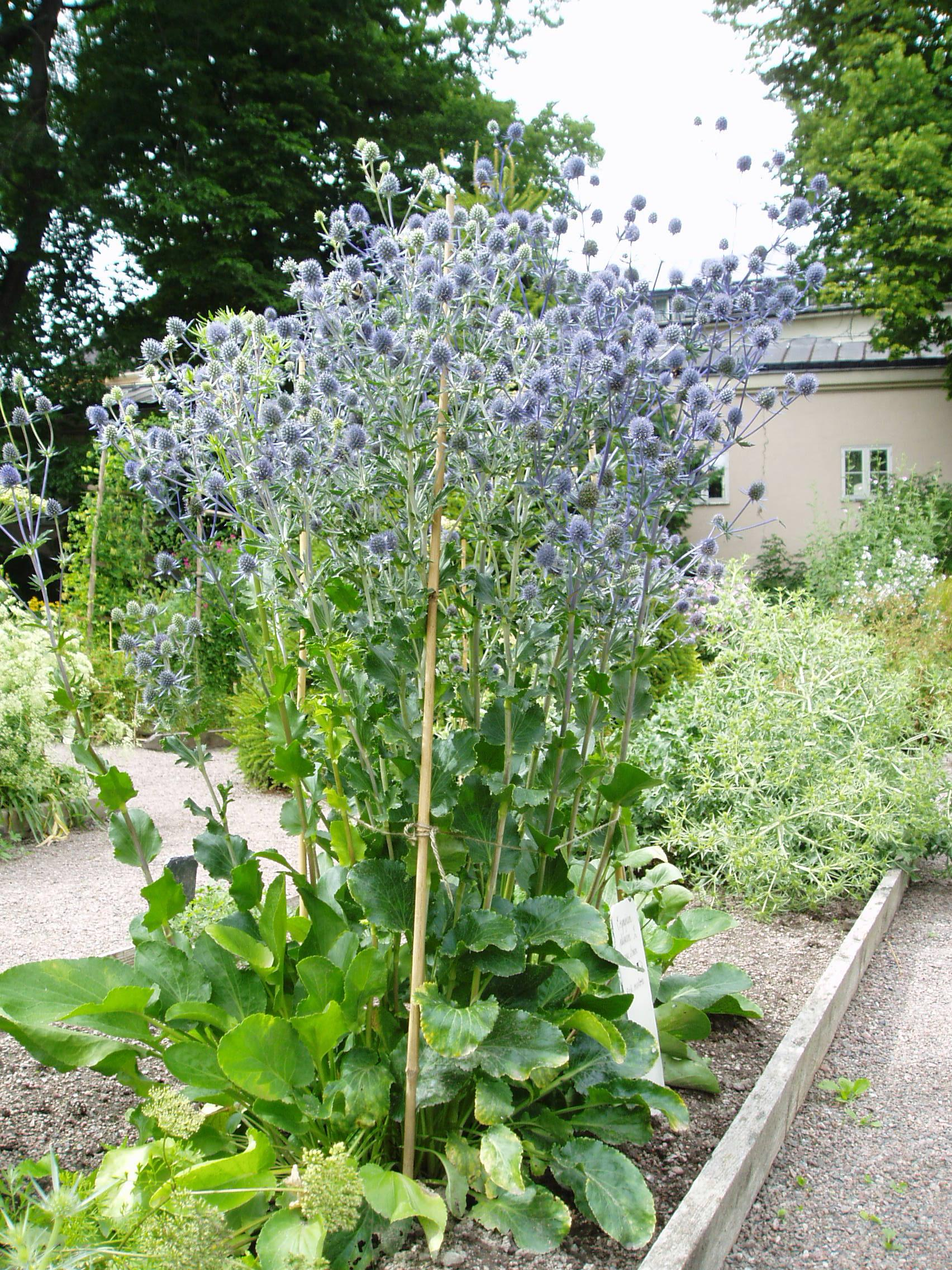
E. planum